# Hulster Ambacht
Hulster Ambacht was een waterschap in de Nederlandse provincie Zeeland. Het waterschap werd op 1 januari 1965 gevormd uit 31 waterschappen en polders. Het waterschap zetelde in Hulst. In 1999 ging het waterschap samen met de waterschappen De Drie Ambachten en het Vrije van Sluis op in het waterschap Zeeuws-Vlaanderen.
Het waterschap had een oppervlakte van ongeveer 18.400 ha en lag in de gemeenten Axel, Hontenisse en Hulst. Het grensde aan de Westerschelde, België en aan het waterschap De Drie Ambachten.

## Taken
- De waterkering: beheer en onderhoud van 29 kilometer lange zeedijk langs de Westerschelde, 60 kilometer aan binnendijken en 80 kilometer aan reserve binnendijken.
- Het waterkwantiteitsbeheer: 375 kilometer hoofdwaterloop en de waterlopen ongeveer 1040 kilometer, 4 gemalen en 3 uitwateringsgemalen.
- Het waterkwaliteitsbeheer: 2 rioolwaterzuiveringsinstallaties
- De wegen: beheer en onderhoud van 315 kilometer aan openbare wegen.